# Ziyang (Yiyang)
Der Stadtbezirk Ziyang (资阳区,  Zīyáng Qū) ist ein Stadtbezirk der chinesischen Provinz Hunan. Er gehört zum Verwaltungsgebiet der bezirksfreien Stadt Yiyang. Er hat eine Fläche von 572,4 km² und zählt 421.600 Einwohner (Stand: Ende 2018).

## Administrative Gliederung
Auf Gemeindeebene setzt sich der Stadtbezirk aus zwei Straßenvierteln, fünf Großgemeinden und einer Gemeinde zusammen. 